# Распределение арксинуса
Распределение арксинуса (англ. arcsine distribution) — распределение вероятностей, функция распределения которого имеет вид
{\displaystyle F(x)={\frac {2}{\pi }}\arcsin \left({\sqrt {x}}\right)={\frac {\arcsin(2x-1)}{\pi }}+{\frac {1}{2}}}
при 0 ⩽ x ⩽ 1, а плотность вероятности равна
{\displaystyle f(x)={\frac {1}{\pi {\sqrt {x(1-x)}}}}}
на (0, 1). Стандартное распределение арксинуса является частным случаем бета-распределения при α = β = 1/2. Таким образом, если {\displaystyle X} представляет собой стандартное распределение арксинуса, то {\displaystyle X\sim \operatorname {Beta} \left({\tfrac {1}{2}},{\tfrac {1}{2}}\right)}.

## Обобщение
Распределение арксинуса можно обобщить на случай произвольного ограниченного носителя a ⩽ x ⩽ b с помощью простого преобразования
{\displaystyle F(x)={\frac {2}{\pi }}\arcsin \left({\sqrt {\frac {x-a}{b-a}}}\right)}
при a ⩽ x ⩽ b. Плотность вероятности задаётся функцией
{\displaystyle f(x)={\frac {1}{\pi {\sqrt {(x-a)(b-x)}}}}}
на (a, b).
Обобщённое стандартное распределение арксинуса на (0, 1) с плотностью распределения
{\displaystyle f(x;\alpha )={\frac {\sin \pi \alpha }{\pi }}x^{-\alpha }(1-x)^{\alpha -1}}
представляет собой частный случай бета-распределения с параметрами {\displaystyle \operatorname {Beta} (1-\alpha ,\alpha )}.
Заметим, что при {\displaystyle \alpha =1/2} обобщённое распределение арксинуса приводится к указанному выше виду.

## Свойства
- Распределение арксинуса замкнуто относительно сдвига и масштабирования на положительный множитель:
если {\displaystyle X\sim \operatorname {Arcsine} (a,b)}, то {\displaystyle kX+c\sim \operatorname {Arcsine} (ak+c,bk+c).}
- Квадрат распределения арксинуса на (−1, 1) обладает распределением арксинуса на (0, 1):
если {\displaystyle X\sim \operatorname {Arcsine} (-1,1)}, то {\displaystyle X^{2}\sim \operatorname {Arcsine} (0,1).}

## Связанные распределения
- Если U и V независимые и одинаково равномерно распределённые случайные величины на (−π, π), то {\displaystyle \sin(U)}, {\displaystyle \sin(2U)}, {\displaystyle -\cos(2U)}, {\displaystyle \sin(U+V)} и {\displaystyle \sin(U-V)} обладают распределением {\displaystyle \operatorname {Arcsine} (-1,1)}.
- Если {\displaystyle X} — обобщённое распределение арксинуса с параметром {\displaystyle \alpha } на носителе [a, b], тогда  {\displaystyle {\frac {X-a}{b-a}}\sim \operatorname {Beta} (1-\alpha ,\alpha ).}